# Echiniscus tamus
Echiniscus tamus är en djurart som tillhör fylumet trögkrypare, och som beskrevs av Mehelen 1969. Echiniscus tamus ingår i släktet Echiniscus och familjen Echiniscidae. Inga underarter finns listade i Catalogue of Life.